# Colonia González
Colonia González är en ort i Mexiko.   Den ligger i kommunen Tres Valles och delstaten Veracruz, i den sydöstra delen av landet, 300 km öster om huvudstaden Mexico City. Colonia González ligger 48 meter över havet och antalet invånare är 133.
Terrängen runt Colonia González är mycket platt. Runt Colonia González är det ganska tätbefolkat, med 75 invånare per kvadratkilometer. Närmaste större samhälle är Nuevo Paso Nazareno, 10,7 km sydväst om Colonia González. Trakten runt Colonia González består till största delen av jordbruksmark.